# 杨大锁
杨大锁（1967年12月16日—），江苏江宁人，中华人民共和国官员，研究生学历，公共卫生硕士，理学博士，研究员。现任南京市卫生健康委员会副主任、党委委员。

## 生平
楊大鎖於1995年9月加入中国共产党，1989年10月起参加黨政工作，历任南京市第一医院副院长；南京市中西医结合医院院长；南京市卫生局组织宣传处处长；南京市卫生和计划生育委员会组织宣传处处长；南京市卫生和计划生育委员会副主任、党委委员等职。2019年1月任南京市卫生健康委员会副主任、党委委员。2020年12月公示拟任江苏省基层卫生协会副会长。
2021年7月，南京禄口国际机场发生2019冠状病毒病聚集性疫情，传染链扩散至中国大陆多地。疫情发生后，杨大锁出现于除首场新闻发布会外的其余十七次新闻发布会，作为南京市卫健委的新闻发言人出席，负责通报南京新增确诊病例、累计病例以及患者治疗等情况。部分中国大陆网民认为杨大锁失职，在防疫工作上严重疏忽，要求下台。8月7日，中共南京市纪委、南京市监委通报，杨大锁因分管疫情防控工作履职不力，对基层业务监管指导不力，给予其党内警告处分。杨大锁被问责后，未出席8月8日举行的例行新闻发布会，其位置被南京市卫健委副主任丁小平接替。